# 羅塞爾 (密蘇里州)
羅塞爾（英語：Roselle）是位於美國密蘇里州麥迪遜縣的非建制地區。

## 歷史
羅塞爾的郵局於1895年設立，其後於1982年停運。

## 地理
羅塞爾所處的海拔為高於海平面257米（即843英呎），而該地所採用的時區為UTC-6，即北美中部時區（CST）。同時該地設有夏令時間，為UTC-6調快一小時，即UTC-5（CDT）。